# 호시노 게이스케
호시노 게이스케(일본어: 星野 圭佑, 1985년 8월 21일 ~ )는 일본의 전 축구 선수이다.

## 구단 경력
과거 미토 홀리호크에서 활동하였다.